# Serdar Berdimuhamedow
Serdar Gurbangulyýewiç Berdimuhamedow (čti Serdar Gurbanguljevič Berdymuhamedov) (* 22. září 1981) je turkmenský politik, od 19. března 2022 třetí prezident Turkmenistánu, který se funkce ujal po svém otci Gurbangulym Berdimuhamedowovi.
Berdimuhamedow předtím sloužil v několika dalších funkcích ve vládě svého otce, prezidenta Gurbangulyho Berdimuhamedowa. V roce 2021 se stal jedním z několika místopředsedů v kabinetu ministrů Turkmenistánu. Po získání 73 procent hlasů v prezidentských volbách v Turkmenistánu v roce 2022, které nebyly považovány za svobodné ani spravedlivé, uspěl po 15 let trvajícím autoritářském působení svého otce jako prezident.

## Raná kariéra a vzdělání
Serdar Berdimuhamedow se narodil 22. září 1981 v Ašchabadu.  V letech 1987 až 1997 studoval střední školu č. 43 v Ašchabadu. V letech 1997 až 2001 studoval na Turkmenské zemědělské univerzitě, kterou ukončil jako inženýr-technolog.
Od července do listopadu 2001 pracoval v Ředitelství pro zahraniční ekonomické vztahy Svazu potravinářského průmyslu, poté následovaly dva roky povinné vojenské služby. V letech 2003 až 2008 pracoval opět ve Svazu potravinářských podniků v oddělení ovoce a zeleniny a v oddělení nealkoholických nápojů.
V letech 2008 až 2011 studoval na Diplomatické akademii ruského ministerstva zahraničních věcí, kde získal diplom v mezinárodních vztazích. Během tohoto období byl přidělen na turkmenské velvyslanectví v Moskvě jako poradce velvyslanectví. V letech 2011 až 2013 studoval na Ženevském centru pro bezpečnostní politiku, kde získal postgraduální titul v oboru evropské a mezinárodní bezpečnostní záležitosti. Současně byl přidělen do turkmenské mise při OSN v Ženevě jako poradce velvyslanectví.
Od srpna do prosince 2013 působil jako vedoucí evropského odboru turkmenského ministerstva zahraničních věcí. V letech 2013 až 2016 byl zástupcem ředitele Státní agentury pro řízení a využívání uhlovodíkových zdrojů. V letech 2016 až 2017 byl předsedou odboru mezinárodních informací turkmenského ministerstva zahraničních věcí.
Dne 18. srpna 2014 obhájil Serdar Berdimuhamedow disertační práci na Turkmenské akademii věd, aby získal titul kandidáta věd. V červenci 2015 mu byl udělen doktorát technických věd.
Státní média v Turkmenistánu ho často stylizují jako „syna národa“.
Je ženatý, má čtyři děti. Hovoří turkmensky, rusky a anglicky.

## Vojenská služba
Berdiuhamedow sloužil dva roky povinné vojenské služby v letech 2001 až 2003. Dne 27. října 2017 byl Berdimuhamedow povýšen z hodnosti majora na podplukovníka. Jeho propagační ceremoniál byl vysílán v celostátní televizi. Jeho hodnost není známa, ale dne 7. března 2021 byl v národní televizi uveden v uniformě s výložkami ozbrojených sil Turkmenistánu. Na stejném videu je vidět, že má na sobě nárameníky označující hodnost plukovníka a dekret udělující mu čestný titul „Obránce vlasti Turkmenistánu“ ho označoval jako plukovníka.